# 래피얼 셈스
래피얼 셈스(영어: Raphael Semmes, 1809년 9월 27일 ~ 1877년 8월 30일)은 미국의 해군 장교이다. 1826년에서 1860년까지 아메리카 합중국 해군에, 1860년부터 1865년까지 아메리카 연합국 해군에 복무했다. 미국 남북전쟁 당시 해군 대령으로서 유명한 통상파괴함 CSS 앨라배마를 지휘하여 65척의 북부측 함정을 나포하는 전과를 올렸다. 전쟁 후반부에 잠시 육군 준장을 거쳐 해군 소장으로 승진하였다.